# Odão de Clúnia
Odão de Clúnia (em latim: Odo Cluniacensis; em francês:  Odon) foi o segundo abade de Clúnia, responsável por várias reformas no sistema cluniacense no Reino da França e no Reino Itálico. É venerado como santo pela Igreja Católica.
Existe apenas uma única biografia contemporânea sobre ele, a "Vita Odonis" de João de Salerno.

## Vida
Odão era filho de um senhor feudal de Déols, perto de Le Mans, e foi educado desde cedo na corte de Guilherme, o Piedoso, duque da Aquitânia. Depois de se juntar à Abadia de São Martinho de Tréveris, estudou em Paris com Remígio de Auxerre. Por volta de 909, tornou-se monge, padre e, finalmente, superior da escola da Abadia de Baume, cujo abade, Berno, foi o fundador e primeiro abade da Abadia de Clúnia em 910. Odão o seguiu levando junto sua biblioteca e tornou-se abade com a morte de Berno em 927.
Autorizado por um privilégio do papa João XI em 931, Odão reformou os mosteiros da Aquitânia, norte da França e Itália. O privilégio deu-lhe poderes para unir diversas abadias sob sua supervisão e para receber em Clúnia monges de abadias beneditinas ainda não reformadas. Porém, a maior parte dos mosteiros reformados permaneceu independente e diversos se transformaram também em pólos de reforma. Odão se tornou o grande reformador de Clúnia, uma abadia que se tornou-se o modelo de monasticismo por mais de um século e transformou o papel da piedade na vida diária europeia (veja Reformas cluníacas).
Entre 936 e 942, Odão visitou a Itália diversas vezes, fundando em Roma o mosteiro de Nossa Senhora no Aventino e reformando outros tantos conventos, como em Subíaco e Monte Cassino. Odão era também, por vezes, encarregado com importantes missões políticas, como, por exemplo, quando a paz foi firmada entre Hugo de Arles e Alberico I de Espoleto.

## Obras
Entre suas obras estão:
- Um comentário sobre a "Moralia" de São Gregório Magno";
- Uma hagiografia de São Geraldo de Aurillac;
- Três livros de "Collationes" (ensaios de teor moral e num tom severo e duro);
- Uns poucos sermões;
- Um poema épico sobre a Redenção ("Occupatio") em diversos livros (ed. Swoboda, 1900);
- Doze coros antifonais em homenagem a São Martinho de Tours.

Alguns acadêmicos atribuem-lhe também a "Musica Enchiriadis".